# 576 (число)
576 (пятьсот семьдесят шесть) — натуральное число, расположенное между числами 575 и 577. Оно не является простым числом, а относительно последовательности простых чисел расположено между 571 и 577.

## В математике
- 576 — квадрат числа 24.
- 576 является чётным трёхзначным числом.
- Сумма цифр числа 576 — 18.
- Произведение цифр этого числа — 210.
- Квадрат этого числа — 331 776.
- 576 является квадратным, 40-угольным и 193-угольным числом[2].
- 576 — неприкосновенное число[3]
- 576 — число Смита[4]
- 576 является числом харшад[5] (делится нацело на сумму своих цифр).
- 576 является суммой 4 последовательных простых чисел (576 = 137 + 139 + 149 + 151).
- {\displaystyle 576=1^{2}\cdot 2^{2}\cdot 3^{2}\cdot 4^{2}.}
- Цифры этого числа являются тремя последовательными цифрами, но расположены не в порядке следования. У числа 576 • 6 = 3456 цифры расположены в порядке следования.
- {\displaystyle {\sqrt {576}}=24} а {\displaystyle {\sqrt {676}}=26}. 576 — наименьшее число, являющееся квадратом другого натурального числа и сохраняющее это свойство при увеличении старшей цифры на единицу[6].
- 576 — число латинских квадратов размера 4×4[6].

## В других областях
- 576 год.
- 576 год до н. э.
- NGC 576 — галактика в созвездии Феникс.